# Phantom Blade Zero
Phantom Blade Zero — предстоящая экшн-RPG с элементами hack and slash, разрабатываемая китайской студией S-GAME для Windows и PlayStation 5. Игра представляет собой экшен от третьего лица с динамичными боями, действие которого будет происходить в мрачном мире, вдохновлённом самурайской тематикой. Phantom Blade Zero является духовным наследником Rainblood: Town of Death.
Разработчики черпают вдохновение из таких проектов, как Bloodborne, Sifu и Metal Gear Rising: Revengeance, а также манги «Берсерк», «Клинок бессмертного» и гонконгских фильмов о кунг-фу.

## Игровой процесс
Действие Phantom Blade Zero разворачивается в Phantom World, общем мире с другими играми студии S-GAME. Главным героем является Соул, элитный убийца из синдиката, известного как Орден. Игрок должен исследовать обширный мир, разделённый на большие взаимосвязанные области (подобно Sekiro), сражаясь с опасными противниками. В бою используется двухкнопочная комбо-система, которая позволяет проводить мощные атаки, а также парировать удары, уменьшая выносливость врага. Журналисты сравнивают бои в игре с Dark Souls и другими проектами жанра соулслайк .
В игре будет четыре уровня сложности: Легкий, Нормальный, Сложный и Экстремально сложный. В битвах с боссами будут предусмотрены контрольные точки, благодаря которым игрокам не придется сражаться с боссами с нуля в случае поражения Прохождение игры займёт около 20-30 часов, с учётом дополнительных квестов — порядка 50.

## Сюжет
Главного героя, Соула, обвиняют в убийстве патриарха Ордена. Протагонист получает смертельное ранение после устроенной за ним погони, однако его спасает мистический целитель с помощью магического лекарства. Вакцина будет действовать 66 дней. Прежде чем его время истечёт, Соул должен найти тех, кто подставил его и обвинил в убийстве.

## Разработка
По словам китайского аналитика Даниэль Камило, успех Black Myth: Wukong положительно отразился на местный рынок ААА-игр, в частности, Phantom Blade Zero получила «значительную» долю дополнительного финансирования.